# Nos vies hâtives
 (avril 2024).
La mise en forme du texte ne suit pas les recommandations de Wikipédia : il faut le « wikifier ».
Les points d'amélioration suivants sont les cas les plus fréquents. Le détail des points à revoir est peut-être précisé sur la page de discussion.
- Les titres sont pré-formatés par le logiciel. Ils ne sont ni en capitales, ni en gras.
- Le texte ne doit pas être écrit en capitales (les noms de famille non plus), ni en gras, ni en italique, ni en « petit »…
- Le gras n'est utilisé que pour surligner le titre de l'article dans l'introduction, une seule fois.
- L'italique est rarement utilisé : mots en langue étrangère, titres d'œuvres, noms de bateaux, etc.
- Les citations ne sont pas en italique mais en corps de texte normal. Elles sont entourées par des guillemets français : « et ».
- Les listes à puces sont à éviter, des paragraphes rédigés étant largement préférés. Les tableaux sont à réserver à la présentation de données structurées (résultats, etc.).
- Les appels de note de bas de page (petits chiffres en exposant, introduits par l'outil «  Source ») sont à placer entre la fin de phrase et le point final[comme ça].
- Les liens internes (vers d'autres articles de Wikipédia) sont à choisir avec parcimonie. Créez des liens vers des articles approfondissant le sujet. Les termes génériques sans rapport avec le sujet sont à éviter, ainsi que les répétitions de liens vers un même terme.
- Les liens externes sont à placer uniquement dans une section « Liens externes », à la fin de l'article. Ces liens sont à choisir avec parcimonie suivant les règles définies. Si un lien sert de source à l'article, son insertion dans le texte est à faire par les notes de bas de page.
- La présentation des références doit suivre les conventions bibliographiques. Il est recommandé d'utiliser les modèles {{Ouvrage}}, {{Chapitre}}, {{Article}}, {{Lien web}} et/ou {{Bibliographie}}. Le mode d'édition visuel peut mettre en forme automatiquement les références.
- Insérer une infobox (cadre d'informations à droite) n'est pas obligatoire pour parachever la mise en page.

Pour une aide détaillée, merci de consulter Aide:Wikification.
Si vous pensez que ces points ont été résolus, vous pouvez retirer ce bandeau et améliorer la mise en forme d'un autre article.
Nos vies hâtives est le deuxième roman de Charles Dantzig, publié en 2001 aux éditions Grasset. Il a reçu le prix Jean-Freustié et le prix Roger-Nimier.

## Résumé
Nos vies hâtives est composé de 26 histoires, autant d’esquisses d’existences passagères, parfois vaines, parfois absurdes, mais toujours remplies de vie. Charles Dantzig dessine dans ces nouvelles les gestes de ses personnages, d’une Caroline, mannequin de mode irrévérencieuse, délicieuse, dont la vie s’achève accidentellement, après une disgrâce, d’un Cédric qui met soudainement fin à ses jours à New York, en laissant derrière lui tous les désirs de vie de son amante et une lourde incompréhension, de Julien Kléder, jeune écrivain qui rencontre par hasard un vieil auteur qu’il admire, Franz Bühel, puis qui plus tard fera face à la justice pour des accusations qui mèneront également à sa mort.
Personnages, et scènes. Un vieux Parisien à la dérive dans un bar, un emballement médiatique absurde après la mort d’une célébrité, une déclaration d’amour, … Charles Dantzig multiplie les formes, les échos, s’intéresse à tout : quelques « dialogues de consolation qu’on disait dans les … (parcs) », la déambulation d’un Parisien rentrant chez lui, quelques minutes, quelques rencontres fugaces dans la rue Vieille-du-Temple.

## Réception critique
L’Express souligne cette dispersion du livre de Charles Dantzig, cette « élégante manière de danser sur le volcan » : « Oscillant entre le drolatique, le tragique et l'absurde, Dantzig fait apparaître et disparaître ses personnages comme des chevaux de bois sur un manège avec, en fond, cette petite musique mécanique de la vie qui tourne en rond. »  L’unité travaille néanmoins en profondeur, « le personnage principal du roman est d'abord cette France nostalgique, trop gâtée, qui, "à force d'être psychanalysée, est remontée en enfance ". Cette France qui s'ennuie. Plus il tape sur les mensonges de la pub, de la télé, de la mode, de l'entreprise reine ou de la pensée prédigérée, plus Dantzig s'amuse, multipliant les clins d'œil littéraires, se permettant même un chapitre sans texte, des jeux de mots limites ou des formules du genre "L'important, c'est de durer. Dans les musées, on finit toujours par exposer des tessons de bouteilles. " »
La dispersion n’est pas vanité chez Charles Dantzig, elle est le saisissement de l’essentiel, sur le vif, ce « livre devrait plutôt être qualifié de " caractères " en référence à La Bruyère, ou " feux d'artifice ", tant ce livre pétille d'intelligence et d'humour accompagnant la lucidité d'un observateur à la fois tendre et féroce. »
Chez Charles Dantzig, le style, à l’image de son sujet, est toujours précis, juste, car il « a horreur du massif, du marathon, du linéaire potage. Il disperse des myriades de miettes. Il y a chez lui un purisme du pulvérisé, un dandysme du désintégré. », qui prend forme par cette « touche bien séduisante et originale dans la mise en mots de scènes servies par un style tantôt classique, tantôt habilement cassé. »